# Peter Andreas Hansen
Peter Andreas Hansen (Tønder, Schleswig, Dinamarca; 8 de diciembre de 1795 - Gotha, Turingia, Alemania; 28 de marzo de 1874 ) fue un astrónomo germano-danés, especializado en el cálculo de las posiciones lunares a partir de la teoría gravitatoria.

## Biografía
Hijo de un orfebre, Hansen fue aprendiz de un relojero de Flensburgo, y ejerció el oficio en Berlín y Tønder desde 1818 a 1820. Sin embargo, llevaba mucho tiempo estudiando ciencias, y el doctor Dircks, un médico que ejercía en Tønder, convenció a su padre para enviarle en 1820 a Copenhague, donde se hizo acreedor a la protección de H.C. Schumacher y llamó la atención del propio rey Federico VI de Dinamarca. Por aquel entonces se estaba realizando la cartografía de Dinamarca, y Hansen pasó a trabajar como ayudante de Schumacher entre 1821 y 1825, principalmente en el nuevo Observatorio de Altona.
Posteriormente se trasladó a Gotha, donde había sido nombrado director del observatorio de Seeberg; donde permaneció durante el resto de su carrera, pese a recibir ofrecimientos para reemplazar a F.G.W. Struve en Dorpat en 1829, y a F.W. Bessel en Königsberg en 1847. 
Los problemas de astronomía gravitacional ocuparon la mayor parte de su atención. Una investigación acerca de las perturbaciones mutuas de Júpiter y Saturno mereció el premio de la Academia de Berlín en 1830, y una memoria sobre alteraciones cometarias fue galardonada por la Academia de París en 1850.
En 1838 publicó una revisión de la teoría lunar, titulada Fundamenta nova investigationis, &c., mejorando las Tablas Lunares ("Tablas Lunares de Hansen"). Basándose en este trabajo, se imprimieron las tablas en 1857 a expensas del gobierno británico (que reconoció su mérito con una subvención de 1000 libras), adoptándose en el Almanaque Náutico para el año 1862 y otras Efemérides. Su análisis teórico de las perturbaciones (conocido durante mucho tiempo por los expertos lunares como el Darlegung) apareció en el Abhandlungen de la Academia Sajona de Ciencias en 1862–1864. Con la publicación de las Tablas Lunares de Hansen en 1857, los astrónomos por lo general pensaban que la teoría lunar ya estaba completa; pero solo una década después, Simon Newcomb demostró que el optimismo había sido infundado: detectó desviaciones crecientes entre las posiciones lunares calculadas y los observadas, evidenciando que era necesario introducir refinamientos adicionales a los métodos de cálculo.

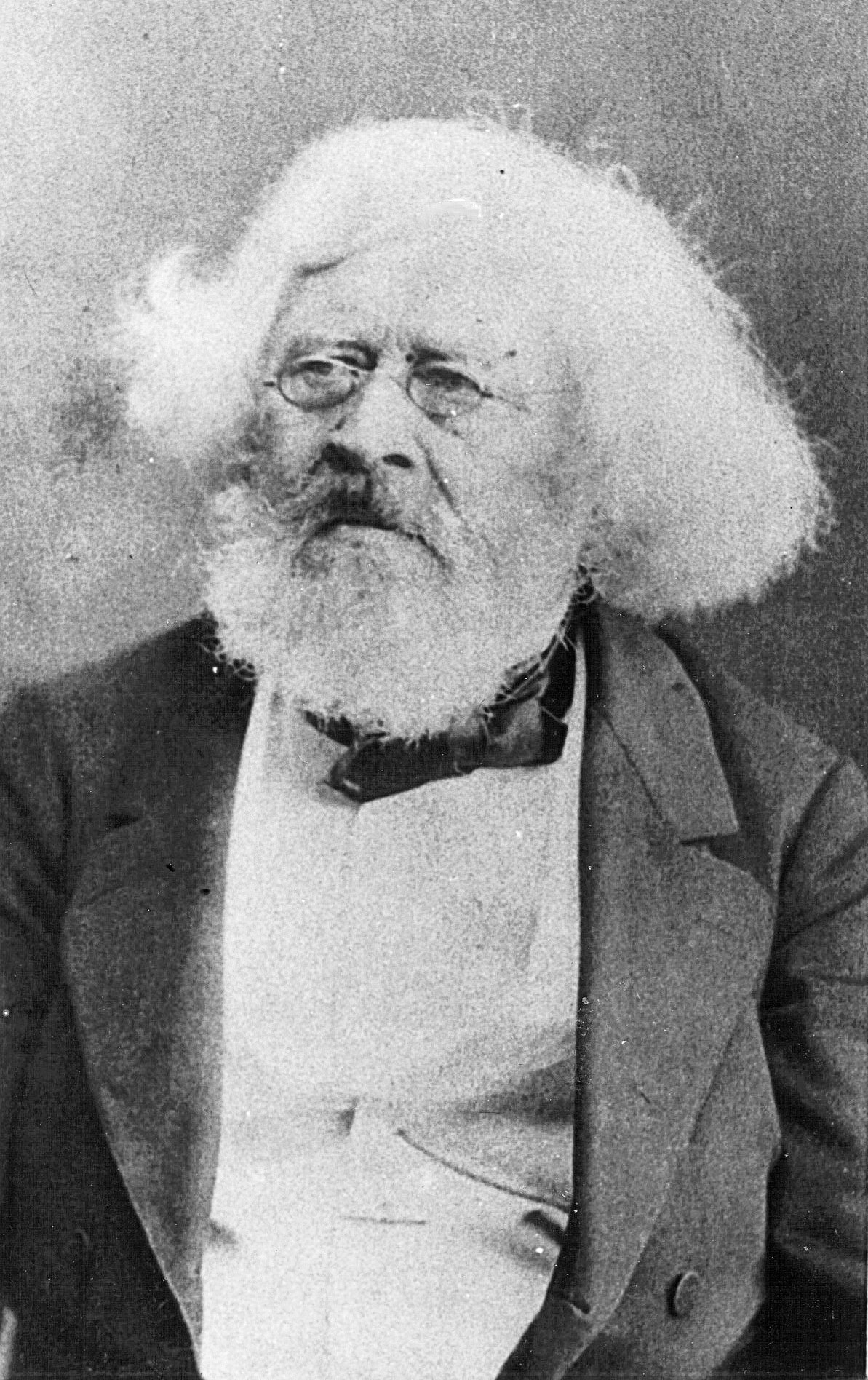
A. P. Hansen

Durante algunos años se siguió utilizando la teoría de Hansen con las correcciones de Newcomb (en la edición del Almanaque Náutico de 1883), hasta que finalmente fue superada en 1923 por la teoría de E W Brown.
Hansen visitó en dos ocasiones Inglaterra, recibiendo dos veces la Medalla de oro de la Real Sociedad Astronómica (en 1842 y 1860). En 1847 presentó a esta institución un artículo sobre las alteraciones lunares de ciclo largo (Memoirs Roy. Astr. Sociedad, xvi. 465), y en 1854 otro trabajo sobre la forma de la luna, defendiendo la hipótesis equivocada de su deformación por una enorme elevación dirigida hacia la Tierra (ib. xxiv. 29). Recibió la Medalla Copley de la Royal Society en 1850, y sus Tablas Solares, compiladas con la asistencia de Christian Olufsen, aparecieron en 1854.
Hansen advirtió en 1854 que la distancia aceptada por entonces entre la Tierra y el Sol era excesiva por algunos millones de millas (Month. Notices Roy. Astr. Soc. xv. 9). Detectó el error en los resultados de J.F. Encke durante su investigación de una desigualdad lunar. En 1865 Hansen fue elegido miembro extranjero de la Real Academia de las Ciencias de Suecia.
Murió el 28 de marzo de 1874 en el nuevo observatorio de la ciudad de Gotha, erigido bajo su dirección en 1857.

## Eponimia
- El cráter lunar Hansen lleva este nombre en su memoria.

## Lecturas relacionadas
- Vierteljahrsschrift astr. Gesellschaft, x. 133;
- Mes. Avisos Roy. Astr. Sociedad, xxxv. 168;
- Proc. Roy. Sociedad, xxv. p. V.;
- R Lobo, Geschichte der Astronomie, p. 526;
- Wochenschrift für Astronomie, xvi. 207 (cuenta de años tempranos por E Heis);
- Allgemeine deutsche Biographie (C Bruhns).
- Varios autores (1910-1911). «Hansen, Peter Andreas».  En Chisholm, Hugh, ed. Encyclopædia Britannica. A Dictionary of Arts, Sciences, Literature, and General information (en inglés) (11.ª edición). Encyclopædia Britannica, Inc.; actualmente en dominio público.

### Necrologías
- AN 83 (1874) 225/226 (alemán)
- MNRAS
- 35 (1875) 168

- Datos: Q61749
- Multimedia: Peter Andreas Hansen / Q61749